# Gloster (Luisiana)
Gloster es un lugar designado por el censo ubicado en la parroquia de De Soto en el estado estadounidense de Luisiana. En el Censo de 2010 tenía una población de 94 habitantes y una densidad poblacional de 28,49 personas por km².

## Geografía
Gloster se encuentra ubicado en las coordenadas 32°11′25″N 93°48′17″O / 32.19028, -93.80472. Según la Oficina del Censo de los Estados Unidos, Gloster tiene una superficie total de 3.3 km², de la cual 3.26 km² corresponden a tierra firme y (1.1%) 0.04 km² es agua.

## Demografía
Según el censo de 2010, había 94 personas residiendo en Gloster. La densidad de población era de 28,49 hab./km². De los 94 habitantes, Gloster estaba compuesto por el 74.47% blancos, el 24.47% eran afroamericanos, el 0% eran amerindios, el 0% eran asiáticos, el 0% eran isleños del Pacífico, el 0% eran de otras razas y el 1.06% pertenecían a dos o más razas. Del total de la población el 13.83% eran hispanos o latinos de cualquier raza.